# كونستانتين بانو
كونستانتين بانو هو محرر صحفي وشاعر وسياسي روماني، ولد في 20 مارس 1873 في بوخارست في رومانيا، وتوفي في 8 سبتمبر 1940 في رومان، رومانيا في رومانيا. نشط حزبياً في الحزب الليبرالي القومي الروماني. وقد انتخب عضو مجلس النواب في رومانيا ‏.